# Club Alpin Français

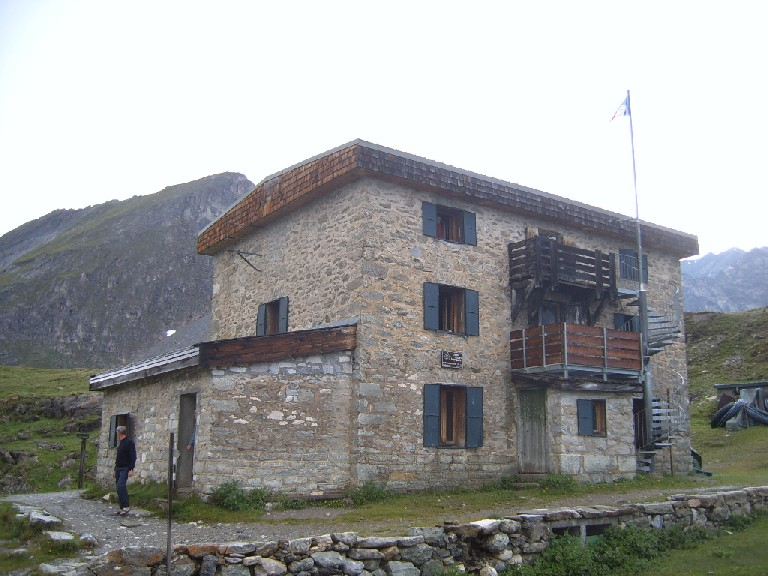
Berghütte des CAF am Col de la Vanoise.

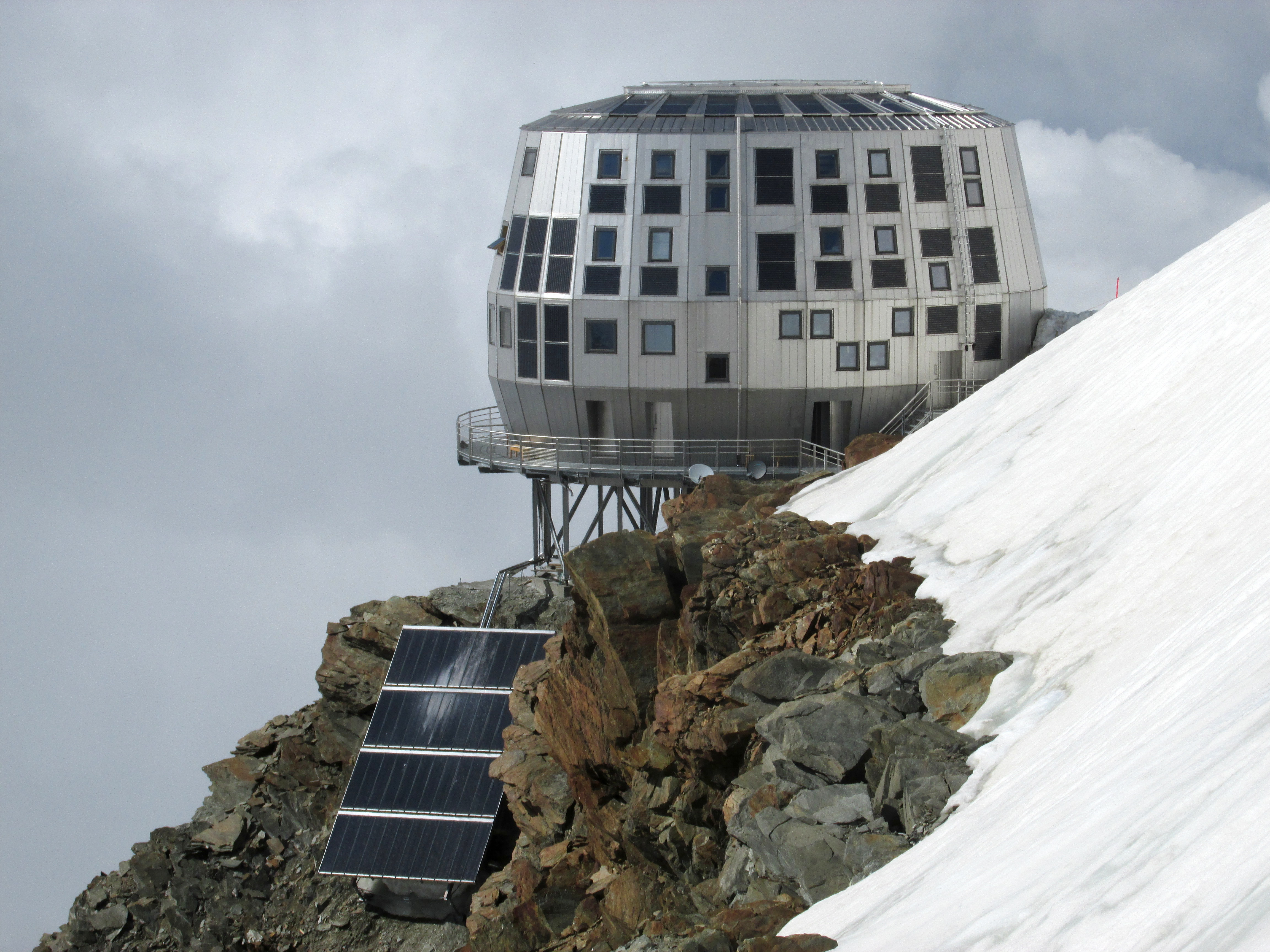
Das Refuge du Goûter des CAF, eine der höchstgelegenen Schutzhütten in Europa.

Die Fédération française des clubs alpins et de montagne (FFCAM; deutsch Französischer Verband der Alpen- und Bergvereine), ehemals auch Club Alpin Français (CAF), mit Hauptsitz ist Paris ist die Vereinigung der Bergsteigerverbände in Frankreich. Die FFCAM widmet sich dem Bergsteigen, Wandern und sonstigen Aktivitäten in den Bergen. Die Vereinigung verwaltet die 120 von ihr betriebenen Berg- und Schutzhütten  in Frankreich sowie fünf Schutzhütten in Marokko. Der mehr als hundert Jahre geläufige frühere Name Club Alpin Français (CAF; deutsch Französischer Alpenverein) wird in Bergsteigerkreisen häufig weiterhin benutzt.

## Geschichte
Der Club Alpin Français als wichtigste Vorläuferorganisation der heutigen Fédération française des clubs alpins et de montagne (FFCAM) wurde am 2. April 1874 in Paris gegründet.
Seit 1876 kümmerte sich der CAF um den Ausbau und den Unterhalt von Wanderwegen in den Bergen.
1876 nahm der Club Alpin Français Bemühungen um eine geregelte Ausbildung und Prüfung der Bergführer auf. Es dauerte bis 1948 bis entsprechende gesetzliche Regelungen erlassen wurden.
1882 wurde der CAF als gemeinnützig anerkannt. Seit 1988 waren auch die örtlichen Sektionen des CAF eigenständige juristische Personen. Bis zu einer Änderung der Vereinsstruktur 1996 konnten im CAF auch einzelne Personen direkt Mitglied sein, was danach nicht mehr möglich war. Zugleich wurde er als Sportverband im Sinne des französischen Sportgesetzes mit besonderer staatlicher Förderung anerkannt.
1884 entdeckten Mitglieder des Alpenvereins die Möglichkeit im Winter mit Schneeschuhen die Berge zu besteigen. 1890 wurden die erste Skitouren in Frankreich durchgeführt und 1895 wurde der erste Ski-Club gegründet.
1890 errichtete der CAF die erste Schutzhütte, das Refuge de Tuquerouye in den Pyrenäen. 1892 wurden die ersten Schutzhütten auf der Route zum Mont Blanc errichtet. 1914 waren bereits insgesamt 40 Hütten errichtet. 1920 wurden auch die ersten Chalets als Vorläufer der heutigen Ferienhäuser durch den CAF gegründet. Erst ab 1922 erhält der CAF staatliche Zuschüsse für den Bau der Schutzhütten. Seit 1952 zahlen Vereins-Mitglieder einen ermäßigten Preis bei der Benutzung der Schutzhütten. 1979 erhielt die erste Schutzhütte eine Stromversorgung über Solarzellen. Bis 2009 werden 82 Schutzhütten auf diese Weise mit Strom versorgt.
Anfang des 20. Jahrhunderts scheiterte eine Initiative zur Fusion mit dem parallel existierenden französischen Bergsportverband "Fédération française de la montagne et de l’escalade" (FMEE).
1910 wurde die erste Bergrettung eingerichtet, aber erst 1947 findet eine zentrale Koordination der bis dahin örtlichen Initiativen statt. 1955 stand der erste Hubschrauber für eine Bergrettung zur Verfügung. Unter dem Eindruck von vergeblichen Rettungsversuchen an zwei Bergsteigern am Mont Blanc um den Jahreswechsel 1956/57 übernahm ab August 1958 der Staat die Organisation der Bergrettung. Zu diesem Zeitpunkt hatte der Club Alpin Français 22 Rettungsposten installiert.
1920 wurde durch den CAF zusammen mit dem Automobilclub und dem Touring Club de France die Union nationale des associations de tourisme et de plein air (deutsch Nationale Vereinigung der Tourismus- und Outdoorverbände) als Vertretung gegenüber der damaligen nationalen Tourismusbehörde gegründet.
1932 wurde der CAF Gründungsmitglied der Union Internationale des Associations d’Alpinisme (UIAA).
1978 war der CAF einer der Gründervereine des multilateralen Abkommens über das Gegenrecht auf Hütten.
1979 wurde der CAF nur durch einen Staatszuschuss vor der Insolvenz gerettet, nachdem sich nach einer von ihm durchgeführten Expedition auf den K2 erhebliche Finanzierungslücken herausstellten.
Die erste Kletterhalle in Frankreich wurde 1982 in der Sporthalle eines Gymnasiums errichtet, zunächst nur für die Schüler und später auch für Freunde der Schule zugänglich. Die erste für die Öffentlichkeit zugängliche Kletterhalle in Frankreich öffnete 1992.
1983 wird der Touring Club de France aufgelöst und der CAF übernahm von ihm einige Schutzhütten.
1995 wurde der CAF Gründungsmitglied des Club Arc Alpin (CAA).
2004 wurde der CAF in Fédération française des clubs alpins et de montagne (FFCAM) umbenannt. Im Streben nach Offenheit erlaubt die neue FFCAM seitdem den Beitritt von Vereinen, die nicht den Namen „CAF“ tragen.
2017 hat die FFCAM den Europäischer Bergsport-Dachverband (EUMA) mitbegründet.

## Aufgaben
Die örtlichen Sektionen der FFCAM führen alle Sportarten und Aktivitäten im Bereich der Berge durch: Alpinismus, Klettern, Wandern, Skifahren in allen seinen Formen (Skitouren, Abfahrten, Langlauf), Schneeschuhwandern, Canyoning, Gleitschirmfliegen und Mountainbiken. Durch den FFCAM wird auch die Höhlenforschung in den Bergen unterstützt. Dabei werden auch Ausbildungskurse für die Jugend und Erwachsene in Bergsteigen, Skifahren und anderen Sportarten durchgeführt.
Seit der Gründung des Club Alpin Français bemühte dieser sich um die Bewahrung der Gebirgsumwelt unter Berücksichtigung der Interessen der Bergbewohner, aber auch der Touristen. Zu diesem Zweck wurde 1977 die Commission Nationale de Protection de la Montagne du Club Alpin (deutsch Nationale Kommission der Gebirgsclubs zum Schutz der Berge). Auf Vorschlag des CAF wurden im Laufe der Zeit mehrere Nationalparks eingerichtet.
Die FFCAM hat seit ihrer Gründung die wissenschaftliche Forschung unterstützt. Seit 1903 bemühte sie sich um die Erstellung genauer Karten der Bergwelt. Ab 1995 kümmerte sich der Club Alpin Français zusammen mit dem italienischen und dem schweizerischen Alpenverein um eine einheitliche Benennung von markanten Erhebungen und sonstigen Orientierungspunkten in den Alpen einschließlich der genauen Bestimmung der topographischen Höhe. Im Laufe der Jahre wurde die Höhlen- und Gletscherforschung unterstützt. Diese Aktivitäten werden durch das Comité scientifique (deutsch Wissenschaftlicher Ausschuss) gesteuert.

## Zahlen
Die Anzahl der angeschlossenen lokalen Vereine stieg in den letzten Jahren auf 430, ebenso wie die Anzahl der Mitglieder, die sich zum Jahr 2024 auf 110.000 beläuft.
1996 hatte der CAF ca. 94.000 Mitglieder und 156 angeschlossene Vereine. 
2015 hatte die FFCAM ca. 82.300 Mitglieder und 331 angeschlossene Vereine.
2017 hatte die FFCAM ca. 87.000 Mitglieder in 310 angeschlossenen Vereinen.
2019 hatte die FFCAM ca. 100.000 Mitglieder in 400 angeschlossenen Vereinen.
2021 war zwar die Mitgliederzahl coronabedingt auf 87.100 gesunken, doch die Zahl der angeschlossenen Vereine ist weiter auf 420 gestiegen.

## Veröffentlichungen
Seit 1874 gibt der damalige CAF und heutige FFCAM jedes Jahr ein Jahrbuch mit Berichten von den wissenschaftlichen Expeditionen in die Berge in Frankreich und im Ausland heraus. Seit 1905 wurde die monatliche Zeitschrift La Montagne (deutsch Der Berg) herausgegeben. 1955 wurde La Montagne mit der Zeitschrift Alpinisme, die Le Groupe de haute montagne herausgab, vereinigt und erhielt den heutigen Namen La Montagne & Alpinisme (deutsch Der Berg & Alpinismus). Mittlerweile erscheint die Zeitschrift vierteljährlich und berichtet über alle Facetten des Bergsports wie kulturelle, wirtschaftliche, ökologische oder gesellschaftliche Aspekte. 2021 hatte sie 12.000 Abonnenten.
1980 wandelte der CAF seine Bibliothek in ein offenes Dokumentationszentrum um, benannt nach dem früheren Präsidenten und Bergsteiger Lucien Devies. Dort stehen neben allen Ausgaben der Verbandszeitschrift auch 9.500 Bücher dem Interessierten zur Verfügung. Die Nutzung ist für Mitglieder eines Bergsteiger-Vereins kostenlos. Daneben sind alle Ausgaben der Verbandzeitschriften über das Portal Gallica der Französischen Nationalbibliothek digital einsehbar.

## Organisation
Durch die alle vier Jahre tagende Mitgliederversammlung wird der Präsident der FFCAM gewählt. Seit 2017 ist dies Nicolas Raynaud, der 2021 für weitere vier Jahre wiedergewählt wurde. Die Koordination der Aktivitäten der örtlichen Vereine und Sektionen erfolgt durch 13 Regionalkomitees. Diese sind auch Ansprechpartner für die lokalen Behörden.

## Präsidenten
Die folgende Aufstellung zeigt eine chronologische Übersicht über alle Präsidenten des Club Alpin Français (1874–1996), der Fédération des Clubs Alpins Français (1996–2004) und der Fédération française des clubs alpins et de montagne (seit 2004).
| Amtszeit | Präsident               |
| -------- | ----------------------- |
| 1874     | Édouard de Billy 1      |
| 1874     | Ernest Cézanne          |
| 1876     | Adolphe Joanne          |
| 1879     | Xavier Blanc            |
| 1882     | Gabriel Auguste Daubrée |
| 1885     | Xavier Blanc            |
| 1888     | Jules Janssen           |
| 1891     | Abel Lemercier          |
| 1892     | Édouard Laferrière      |
| 1895     | Charles Henri Durier    |
| 1898     | Ernest Caron            |
| 1901     | Franz Schrader          |
| 1904     | Ernest Caron            |
| 1907     | Joseph Vallot           |

| Amtszeit | Präsident             |
| -------- | --------------------- |
| 1908     | Roland Bonaparte      |
| 1908     | Gaston Berge          |
| 1912     | Édouard Sauvage       |
| 1919     | Francisque Gabet      |
| 1922     | Francisque Regaud     |
| 1929     | Francisque Gabet      |
| 1931     | Jean Escarra          |
| 1934     | Marius Sarraz-Bournet |
| 1937     | Léon Olivier          |
| 1945     | Yves Letort           |
| 1948     | Lucien Devies         |
| 1951     | Georges Descours      |
| 1954     | Maurice Herzog        |
| 1957     | Lucien Devies         |

| Amtszeit | Präsident          |
| -------- | ------------------ |
| 1963     | Claude Maillard    |
| 1966     | Lucien Devies      |
| 1970     | Claude Maillard    |
| 1973     | Jean-Charles Meyer |
| 1977     | Jean Zilocchi      |
| 1980     | Jacques Malbos     |
| 1983     | Claude Chassot     |
| 1986     | François Henrion   |
| 1989     | Louis Volle        |
| 1995     | Fernand Fontfreyde |
| 1997     | André Croibier     |
| 2001     | Bernard Mudry      |
| 2009     | Georges Elzière    |
| 2017     | Nicolas Raynaud    |

Seit 2013 ist Claude Eckhardt UIAA-Ehrenmitglied. 